# Període subatlàntic
El Període Subatlàntic és la darrera fase climàtica de l'Holocè. Va començar fa uns 2.500 anys BP i encara continua. La seva temperatura mitjana va ser lleugerament menor que en el seu precedent període Subboreal i Atlàntic. Durant el seu decurs la temperatura experimentà diverses oscil·lacions les quals tingueren gran influència sobre la fauna i la flora i, per tant, indirectament sobre l'evolució de les civilitzacons humanes. Amb la intensificació de la industrialització, la societat humana forçà els cicles climàtics naturals amb l'increment de les emissions de gasos hivernacle.

## Història i estratigrafia
El terme subatlàntic va ser primer introduït el 1889 per Rutger Sernander per diferenciar-lo del terme atlàntic proposat per Axel Blytt. Segueix al previ període subboreal. D'acord amb Franz Firbas (1949) i Litt et al. (2001) consta de les zones de pol·len IX i X. En l'esquema de Fritz Theodor Overbeck correspon a les zones de pol·len XI i XII.
En estratigrafia climàtica el subatlàntic normalment se sudivideix en subatlàntic antic (older subatlantic) i subatlàntic recent (younger subatlantic). El subatlàntic antic correspon a la zona de pol·len IX (o XI) caracteritzada a Europa central i del nord pels boscos de faig o roure-faig, el subatlànticrecent correspon a la zona de pol·len X (o XII).
A Alemanya oriental Dietrich Franke subdivideix el subatlàntic en quatre estadis (del recent a l'antic):
- subatlèntic més recent (youngest subatlantic): 1800 fins a l'actualitat: història moderna
- subatlàntic recent : 1250 fins a 1800
- subatlàntic mitjà: 500 fins a 1250
- subatlàntic antic: 500 aC fins a 500 dC.

## Evolució climàtica

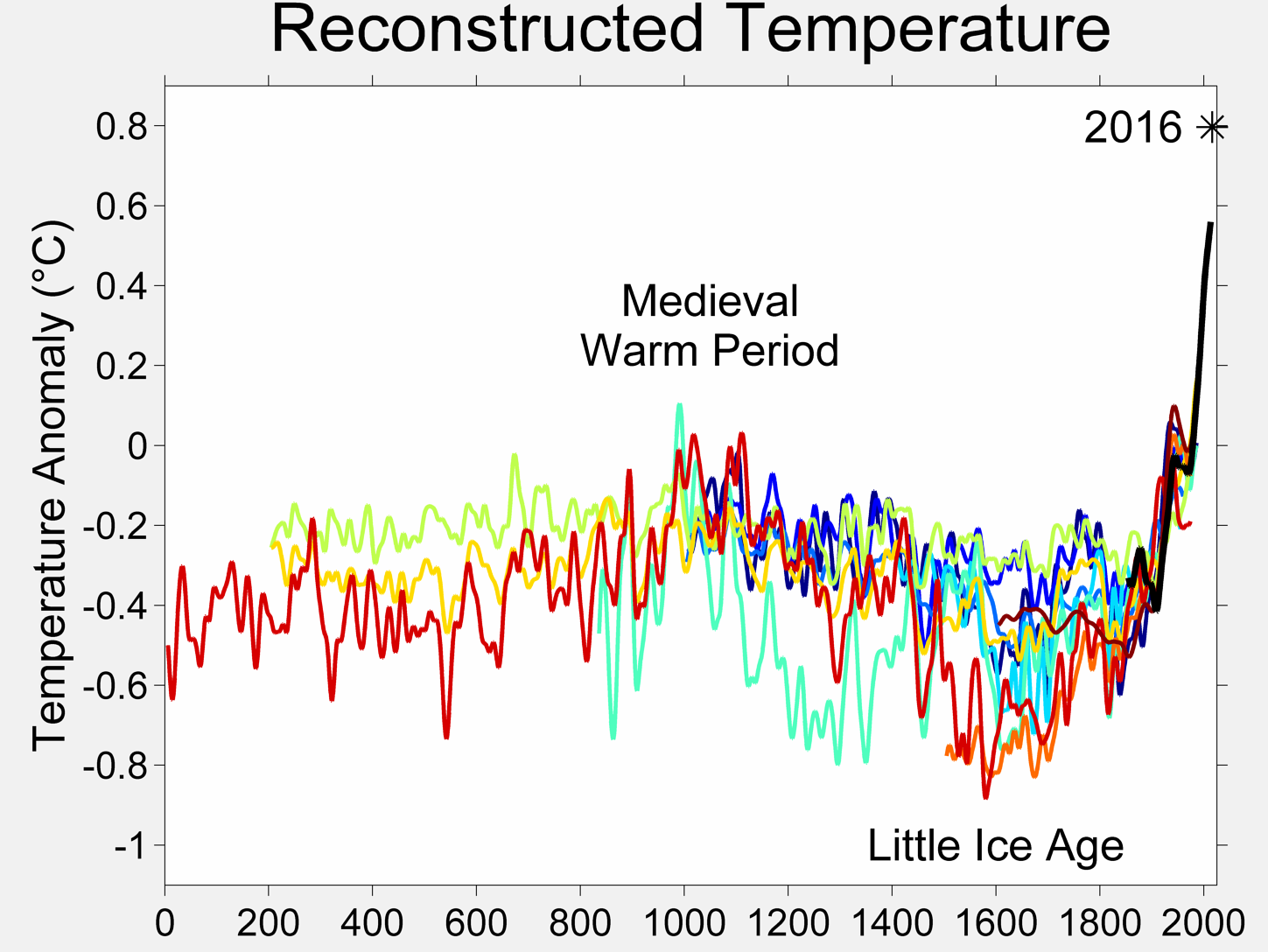
Temperatures reconstruïdes durant els darrers 2.000 anys.

Increment de les temperatures mitjanes mudials des de l'any 1880.

Les temperatures de l'estiu del subatlàntic són generalment un poc més fredes (un 1,0 °C) que durant el precedent subboreal, la mitjana anual de temperatura ra un 0,7 °C menor. A la vegada la pluviometria hivernal era un 50% més gran. La línia de glaceres a Escandinàvia va davallar durant el subatlàntic entre 100 i 200 metres.
L'inici del subatlàntic coincidí amb l'anomenat Període Càlid de Roma el qual durà fins a l'inici del segle iv. L'òptim de temperatura va estar centrat al voltant de 2.500 BP.
El refredament que seguí coincidí amb el període de migració. El deteriorament climàtic podria haver forçat els huns a desplaçar-se cap a l'oest impulsant les migracions germàniques.
Després d'un interludi relativament curt de refredament el clima millorà i entre els anys 800 i 1200 gairebé arribà als valors del Període Càlid de Roma). Aquest escalfament es coneix com el Període Càlid Medieval que va tenir lloc entre els anys 850 i 1050, i elevà el límit arbori a Escandinàvia i a Rússia entre 100 i 140 metres; va permetre als vikings assentar-se a Islàndia i Groenlàndia.
El final del Període Càlid Medieval coincideix amb el principi del segle xiv i s'arribà a un mínim de temperatura al voltant del 1350, molts assentaments van ser abandonats ila població a Europa central disminuí.
Després d'un curt període càlid cap a 1500, li seguí la Petita Edat del Gel la qual s'estengué entre 1550 i 1860. La línia de neu de l'Hemisferi Nord davallà entre 100 i 200 metres.
Des de 1860, les temperatures es tornaren a elevar i iniciaren l'òptim climàtic modern. Aquest escalfament va ser amplificat molt per influència antropogènica amb emissions de gasos hivernacle i l'escalfament global). L'escalfament modern mostra una elevació de temperatures diferenciada entre la dels anys de 1900 a 1940 i l'elevació alarment en els darrers 50 anys.

## Nivell del mar

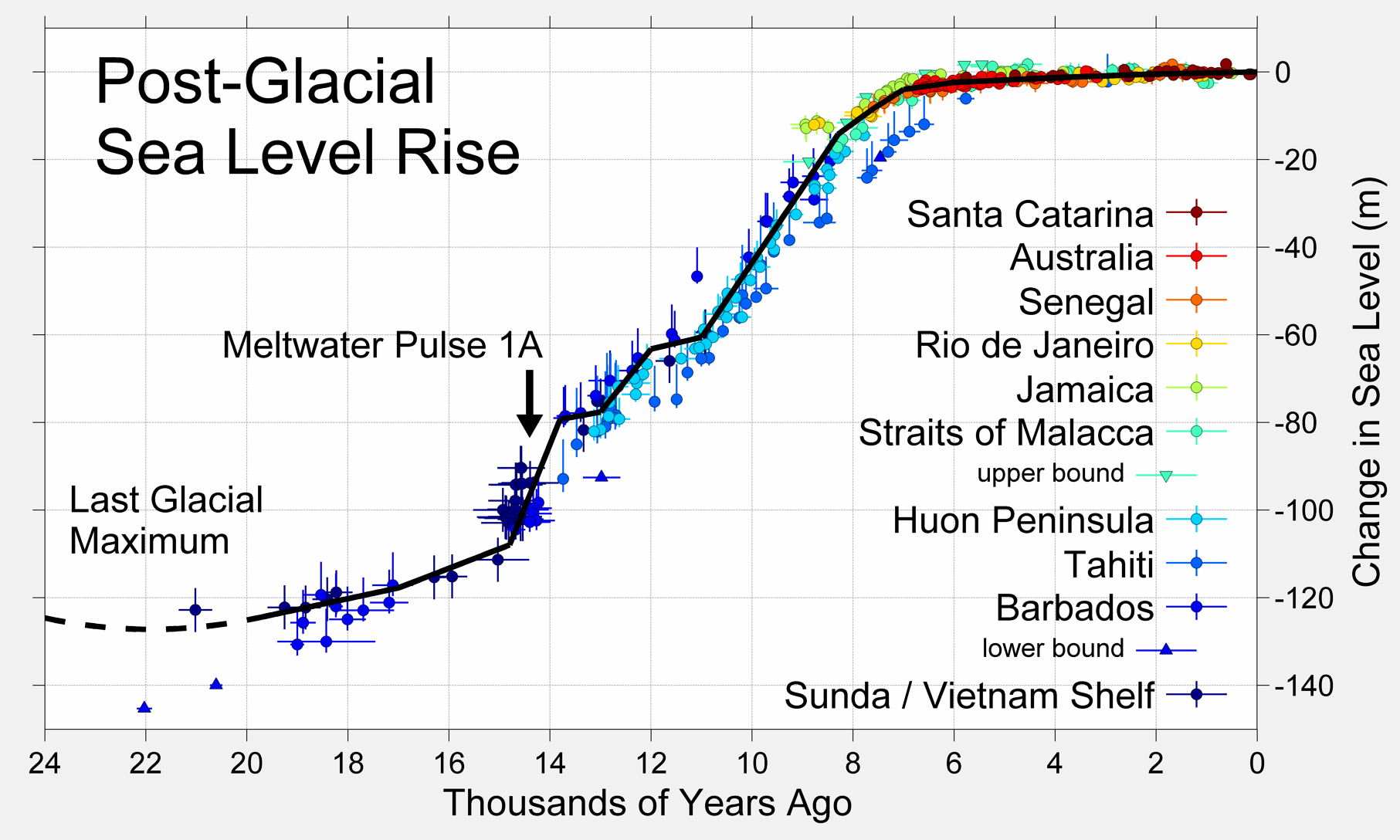
Elevació postglacial del nivell del mar.

Durant els 2.500 anys de durada del subatlàntic el nivell del mar es va elevar prop d'un metre, això correspona una taxa baixa de 0,4 mm per any. Cap a finals del segle xix es va observar un canvi dràstic amb una taxa d'increment anual d'1,8 mm en el període entre 1880 i 2000. En els darrers 20 anys les dades per satèl·lit documenten un mesurament amb elevacions de 50 mm cosa que correspon a 2,5 mmper any.

## Història de la vegetació
El subatlàntic antic humit i fred correspon a la zona de pol·len IX. Es caracteritza a Europa central per una intrusió dels faigs en els boscos de roures. Els terrenys humits eren ocupats per verns i freixes.
Diversos esdeveniments diferenciats es poden reconéixer (des del recent a l'antic):
- Extensió dels pins (K) - cap 1800 - degut a la forestació artificial
- segon pic de faigs (F 2)
- primer pic de faigs (F 1) - cap a l'any 1300,[15] a la Baixa Saxònia i a tot arreu cap a l'any 800.
- cinquè pic davellaner (C 5) - entre els anys 200 a 400[16] - per motius climàtics

## Fauna
La diversitat en la fauna va ser perjudicada des de la meitat del segle xix per causa de la industrialització i la contaminació de l'ambient. Segons el Living Planet Index, els vertebrats han sofert una pèrdua del 40% ode les seves espècies. També els tàxons d'aigua dolça han estat severament afectats i haurien perdut al voltant d'un 50% de les seves espècies principalment per la pèrdua dels seus biòtops i per l'aigua contaminada.